# Jürgen Jenisy
Jürgen Jenisy (* 5. März 1991) ist ein österreichischer Poolbillardspieler. Er wurde 2014 Vize-Europameister.

## Karriere
2008 erreichte Jenisy auf der Euro-Tour erstmals die KO-Phase. Im Sechzehntelfinale der Austrian Open verlor er gegen den Deutschen Ralf Mund. Im gleichen Jahr wurde er bei der Jugend-Europameisterschaft Europameister mit der Mannschaft und schied im 8-Ball sowie im 14/1 endlos jeweils im Viertelfinale aus.
2009 erreichte er bei den Italy Open das Achtelfinale, verlor dieses jedoch gegen den Engländer Craig Osborne. Wenige Wochen später erreichte er bei der Herren-EM das 8-Ball-Viertelfinale, in dem er dem späteren Europameister Andreas Roschkowsky mit 7:8 unterlag. Im 9-Ball belegte er den 17. Platz.
Bei der Jugend-EM wurde er durch eine Finalniederlage gegen den Russen Roman Prutschai Vize-Europameister im 8-Ball. Mit der Mannschaft belegte er den dritten Platz. Bei den Portugal Open 2009 kam er auf den 25. Platz, bei den Finland Open 2010 auf den 33. Platz.
Jenisys beste Ergebnisse bei der EM 2011 waren der 17. Platz im 14/1 endlos und der 33. Platz im 10-Ball. Auf der Euro-Tour erreichte er bei den German Open 2011 zum zweiten Mal das Achtelfinale, in dem er dem Deutschen Kevin Becker unterlag. Zudem erreichte er 2011 dreimal den 33. Platz bei Euro-Tour-Turnieren.
Bei der EM 2014 verlor Jenisy im 8-Ball-Viertelfinale gegen den späteren Europameister Nick van den Berg, zuvor war er im 10-Ball im Achtelfinale ausgeschieden. Im 9-Ball wurde er durch eine 4:9-Niederlage gegen den Niederländer Niels Feijen Vize-Europameister.
Bei der 9-Ball-Weltmeisterschaft schied Jenisy sieglos in der Vorrunde aus.
Jenisy nahm zweimal mit der österreichischen Mannschaft an der Team-WM teil. Nachdem sie 2010 mit nur einem Sieg in der Vorrunde ausgeschieden waren, verloren sie 2014 im Achtelfinale gegen den Titelverteidiger Chinese Taipei.